# De’Vondre Campbell
De’Vondre Campbell (* 1. Juli 1993 in Fort Myers, Florida) ist ein US-amerikanischer American-Football-Spieler auf der Position des Outside Linebackers. Zurzeit spielt er für die San Francisco 49ers in der National Football League (NFL), davor stand er bei den Atlanta Falcons, den Arizona Cardinals und den Green Bay Packers unter Vertrag.

## Frühe Jahre
Campbell besuchte die Highschool in seiner Geburtsstadt Fort Myers, Florida. Später besuchte er die University of Minnesota und spielte dort College Football für die Minnesota Golden Gophers.

## NFL
Campbell wurde im NFL-Draft 2016 in der vierten Runde an 115. Stelle von den Atlanta Falcons ausgewählt. In seiner Rookiesaison absolvierte er 11 Spiele. Er erzielte 48 Tackles und verteidigte sieben Pässe. Außerdem erzielte er im Spiel gegen die Arizona Cardinals am 27. November die erste Interception seiner Profikarriere. Er erreichte mit den Falcons den Super Bowl LI, welcher mit 28:34 gegen die New England Patriots verloren wurde. In diesem Spiel verursachte er in der Overtime eine Pass-Interference-Strafe gegen sein Team. Im darauffolgenden Spielzug gelang James White der spielentscheidende Touchdown von der 2-Yard-Linie, welcher den Patriots den Sieg einbrachte.
Nach vier Spielzeiten bei den Falcons schloss Campbell sich für die Saison 2020 den Arizona Cardinals an und bestritt für sie alle 16 Spiele als Starter. Am 9. Juni 2021 nahmen die Green Bay Packers Campbell unter Vertrag. In der Saison 2021 konnte er 145 Tackles setzten, zwei Sacks erzielen und zwei Interceptions fangen. Campbell wurde in das All-Pro-Team von Associated Press gewählt. Anschließend unterschrieb er im März 2022 eine Vertragsverlängerung um fünf Jahre im Wert von 55 Millionen US-Dollar. Am 13. März 2024 wurde Campbell von den Packers entlassen.
Am 18. März 2024 nahmen die San Francisco 49ers Campbell unter Vertrag.